# Dypsis baronii
Dypsis baronii – gatunek palmy z rzędu arekowców (Arecales). Występuje endemicznie na Madagaskarze, w prowincjach Antananarywa, Antsiranana, Fianarantsoa oraz Toamasina. Można go spotkać między innymi w parkach narodowych Andasibe-Mantadia i Montagne d'Ambre.
Rośnie zarówno w bioklimacie wilgotnym, przejściowym, jak i suchym. Występuje na wysokości 500–1500 m n.p.m.